# Robert Dauphin d'Auvergne
Pour les articles homonymes, voir Robert Dauphin d'Auvergne (homonymie).
Robert d'Auvergne, dit Robert Dauphin ( -1462) évêque contesté de Chartres puis d'Albi, fils de Béraud II et de la comtesse Marguerite de Sancerre.

## Biographie
Roberius Delphini, Robert Dauphin, seigneur de la baronnie de Mercœur, vicomte de Montorat, prieur de Sainte-Croix de Lavoûte était fils du Dauphin d'Auvergne et cousin de Charles VII.
Il prend possession en 1432 de l'évêché de Chartres lorsque la ville est conquise par le roi Charles VII. Jean de Frétigny, partisan de Henri VI, roi d'Angleterre, qui détient le siège d'évêque de Chartres, est tué les armes à la main, le 12 avril 1432, lors de la prise de la ville par les troupes de Jean de Dunois.
Le 16 août 1432, les chanoines s'étant assemblés pour procéder à l'élection d'un évêque, Robert Dauphin leur fit signifier son opposition, prétendant être évêque de Chartres et leurs déclara que s'ils passaient outre, il en appellerait en cour de Rome, comme ayant été pourvu par le roi Charles VII, à qui il avait prêté le serment de fidélité à Bourges en 1422. Le chapitre passa outre et nomma Philippe Prunelé, abbé de l'abbaye Saint-Lomer de Blois.
Robert Dauphin s'étant pourvu en cour de Rome, le pape Eugène IV lui envoya ses bulles de provision de l'évêché de Chartres. Le roi lui donna aussi ses lettres de jussion adressées au chapitre et au clergé de Chartres de le recevoir et de le reconnaitre pour leur vrai pasteur.
Le procureur de Philippe Prunelé, ayant eu communication des bulles du pape et des lettres du roi, se désista volontairement de l'opposition par lui formée, à la réception de Robert Dauphin et consentit qu'il fut mis en possession de l'évêché.
Le 15 septembre 1432, Robert Dauphin gouverna son évêché par ses grands vicaires pendant 2 ans, ne parvenant pas à s'imposer contre le chapitre de chanoines, qui avait élu Philippe Prunelé.
Robert Dauphin, obtenait, en 1435 l'évêché d'Albi du pape Eugène IV mais Bernard V de Cazilhac, obtenait en même temps cet évêché en étant élu par le chapitre. Il s'ensuit une série de batailles, de sièges et de procès.
Dans son testament en date du 1er novembre 1462, il prend encore le titre de d'évêque d'Albi et meurt courant novembre ou décembre 1462. Il fut enseveli dans l'église des frères mineurs de Brives-Charensac.